# Secrets of a Successful Marriage
"Secrets of a Successful Marriage" är avsnitt 22 och det sista från säsong fem av Simpsons och sändes på Fox i USA den 19 maj 1994. I avsnittet inser Homer att han är trög och tänker börja gå en vuxenutbildning men han blir istället lärare i utbildningen om hemligheten till ett lyckat äktenskap som är den enda klassen som han är kvalificerad i att undervisa. Men för att hålla sina elever intresserade berättar han personliga hemligheter om hans fru Marge. Då hon får reda på det kastar hon ut honom ur huset. Avsnittet skrevs av Greg Daniels och regisserades av Carlos Baeza. Avsnittet innehåller referenser till Katt på hett plåttak, Linje Lusta, ...And Justice for All, På heder och samvete, Patton – Pansargeneralen och Chinatown. Avsnittet har analyserats i bland annat Leaving Springfield och Education in Popular Culture. Avsnittet fick en Nielsen ratings på 9.8 och var det näst mest sedda på Fox under veckan.

## Handling
Efter att Homer insett att han är trög rekommenderar Marge att han går en vuxenutbildning. Då han besöker skolan ändrar han sig och bestämmer sig för att bli lärare. Han talar med rektorn som ger honom jobbet att undervisa en klass om hur man har ett framgångsrikt äktenskap. Homer tror att han kan klara jobbet men får inget bra respons från eleverna och de tänker lämna kursen, han börjar då prata om hans samtal med Marge i sängen vilket får dem att stanna. Homer börjar sedan prata om sitt och Marges kärleksliv. Marge upptäcker snart att alla i stan vet hennes personliga hemligheter. Hon konfronterar Homer om det och han berättar vad han gjort och han lovar henne att inte göra om det. Men nästa dag gör han samma sak igen då det är enda sättet att få eleverna att vara intresserade. Nästa kväll tar Homer med sig klassen hem så de kan se hur det går till att äta en familjemiddag.
Marge blir irriterad på Homer och när Moe tipsar Homer att nafsa henne i armbågen inser hon att han fortsatt att berätta och kastar ut Homer, då hon inte kan lita på honom igen. Homer flyttar in i Barts trädkoja. Marge försöker lugna Bart och Lisa att hon och Homer älskar barnen, trots  deras nuvarande situation, men Lisa berättar för Bart att hon är orolig för att deras föräldrar kommer att skiljas. Marge försöker få råd från pastor Lovejoy, som ber henne att ordna en skilsmässa. Homer börjar må dåligt då han inte får vara med Marge och Moe börjar dejta Marge men hon visar inget intresse för honom. Homer tänker vinna Marge tillbaka och ge henne något som bara han kan, en bukett blommor, men det visar sig att Moe redan givit henne det. Då Marge ser Homer stå framför henne i trasor bekänner han att han är beroende av henne. Hon berättar för honom att det inte är en bra sak, men Homer berättar då att han älskar henne, han behöver henne att älska honom, och han har inte råd att någonsin förlora sin tillit till henne igen, han kommer annars att dö. Marge förlåter Homer och låter honom flytta in igen. Moe kollar igen med Marge om hon är intresserad men då han ser att hon är med Homer igen ger han upp.

## Produktion
Avsnittet skrevs av Greg Daniels och regisserades av Carlos Baeza. Det var det andra manuset som Daniels skrev för serien. Han tyckte att författarna inte hade gjort något avsnitt där Homer var bra på något. Han listade ut något Homer var riktigt bra på, och han kom fram till att Homer är en god make. Mirkin gillade idén att Homer och Marge har sin största kamp i seriens historia och handlingen var en bra utveckling av deras äktenskap. Han insåg att då Homer kastas ut ur huset blir publiken orolig över deras förhållande. Mirkin har många gånger fått frågan varför Marge och Homer fortfarande är tillsammans, och han brukar svara att som alla människor håller de ihop av någon orsak. Marcia Wallace gästskådespelar som Edna Krabappel och Phil Hartman som Lionel Hutz.

## Kulturella referenser
Homer sjunger i avsnittet ledmotivet till Family Ties. Waylon Smithers återblick på sitt äktenskap är en referens till Katt på hett plåttak och Linje Lusta. Då Homer och Marge bråkar nämner Homer repliker från ...And Justice for All, På heder och samvete, Patton – Pansargeneralen och Chinatown.

## Mottagande
Avsnittet hamnade på plats 43 över mest sedda under veckan med en Nielsen ratings på 9.8 och var det näst mest sedda på Fox under veckan. I boken I Can't Believe It's a Bigger and Better Updated Unofficial Simpsons Guide har Warren Martyn och Adrian Wood skrivit att de anser att avsnittet är en säker final för den femte säsongen. De har sett att serien blivit mer surrealistisk och självmedveten under säsongen. Hos DVD Movie Guide har Colin Jacobson skrivit att han tycker att säsongen avslutades med en hög ton och att Homers okänsliga skvaller om relationen gjorde att den kunde förstöras lätt. Patrick Bromley på DVD Verdict gav avsnittet betyget A-, och kommenterade att avsnittet hade fokus på relationen mellan Homer och Marge och det kan aldrig misslyckas och den har många klassiska Homerögonblick. Bill Gibron från DVD Talk gav avsnittet betyg 4 av 5. Ricky Gervais anser att avsnittet är det femte bästa avsnittet i seriens historia och han gillar mest repliken då Homer berättar vad han kan erbjuda som ingen annan kan. Avsnittet placerades på nummer sju hos MSNBC i listan över de bästa avsnitten, de gillar Homers egenskaper i avsnittet. Den visar att ingen annan kan vara så beroende av Marge som Homer.
Avsnittet innehåller en av Amir Blumenfelds favoriter från CollegeHumor. Han gillar mest scenen då Marge kör bil och hör Homers röst och det visar sig att han gömt sig i bilen. Det avslöjades i en tillbakablick i avsnittet att Smithers var en kort tid gift med en kvinna, men de två skildes eftersom han hela tiden ville umgås med Burns. Det var en av de första hänvisningarna till Smithers läggning. Matthew Henry har i boken Leaving Springfield skrivit om avsnittet att scenen kanske är det bästa exemplet på ett försök att skildra en verklig homosexuell livsstil i förr i tiden. Han gillar parodin på Katt på hett plåttak och Linje Lusta. För att uppskatta den helt måste man förutom sett båda pjäserna även haft en relation till hetero och homosexuella.
I boken Education in Popular Culture har Alma Harris, Roy Fisher, Ann Harris och Christine Jarvis analyserat avsnittet och kom fram till att de vuxenstuderande är dumma och lata. När Homer blir lärare känner han sig stolt och skryter till sina elever om sitt sexliv. Det verkar i avsnittet som vem som helst kan bli lärare. Homers andra lärare är fyllon och oduglingar. De gillar att vuxna är mer intresserade av skvaller än av att lära sig och att de vuxna kan betala vad som helst för att gå på en usel kurs. Den visar att den bästa utbildningen är då man använder sig av erfarenheter.